# 臺北市大同區日新國民小學
臺北市立日新國民小學，前身是日治時期的大稻埕第二公學校、日新公學校。「日新」之名，來源為《尚書･湯之盤銘》中，「茍日新，日日新，又日新」的精神。

## 歷史
- 1917年，日本人將水田和池沼填平，設立「大稻埕第二公學校」，只招收男生，而當時大稻埕女子公學校（今蓬萊國小）只招收女生，因此戲稱「日新公，蓬萊媽」。本校建校初期借用大稻埕女子公學校校址（今永樂國小校區）上課。
- 1920年，古色古香的紅樓啟用，學校正式遷入太原路現址。
- 1922年，大稻埕第二公學校改稱日新公學校，即是現在日新國小的前身。
- 1934年，開始招收女生，但是實施男女分班。
- 1945年，臺灣由中華民國接管後，改稱「臺北市日新國民學校」。
- 1946年，改校名為「臺北市建成區日新國民學校」。
- 1968年，配合實施九年國教，更名為「臺北市建成區日新國民小學」。
- 1985年，成立日新附設幼稚園。
- 1990年，配合臺北市行政區域調整，倂入大同區，又改稱「臺北市大同區日新國民小學」，是本校今日的全名。

## 文化資產
日新國民小學紅樓
乃日治時期義務教育發展史的代表作。前後皆設圓拱長廊展現建築力學的美感，砌磚及細部作法呈現當時工藝之精緻。2012年6月12日，公告登錄為台北市歷史建築。
2010年修復日新國小紅樓，考量使用當年原建材以保存紅樓古風。紅磚來自基隆港西岸六號碼頭蔡合源冷凍廠，拆除後完整保存同期生產的TR磚來修復。

## 歷任校長
- 第十一任校長，羅華木，（1998～2001）
- 第十二任校長，鄒彩完，（2001～2009）
- 第十三任校長，陳福源，（2009～2013）
- 第十四任校長，邱馨儀，（2013～2016）
- 第十五任校長，林裕勝，（2016～2024）
- 第十六任校長，吳文德, （2024～2025）
- 第十七任小長, 尚漢鼎，（2025～

## 圖輯

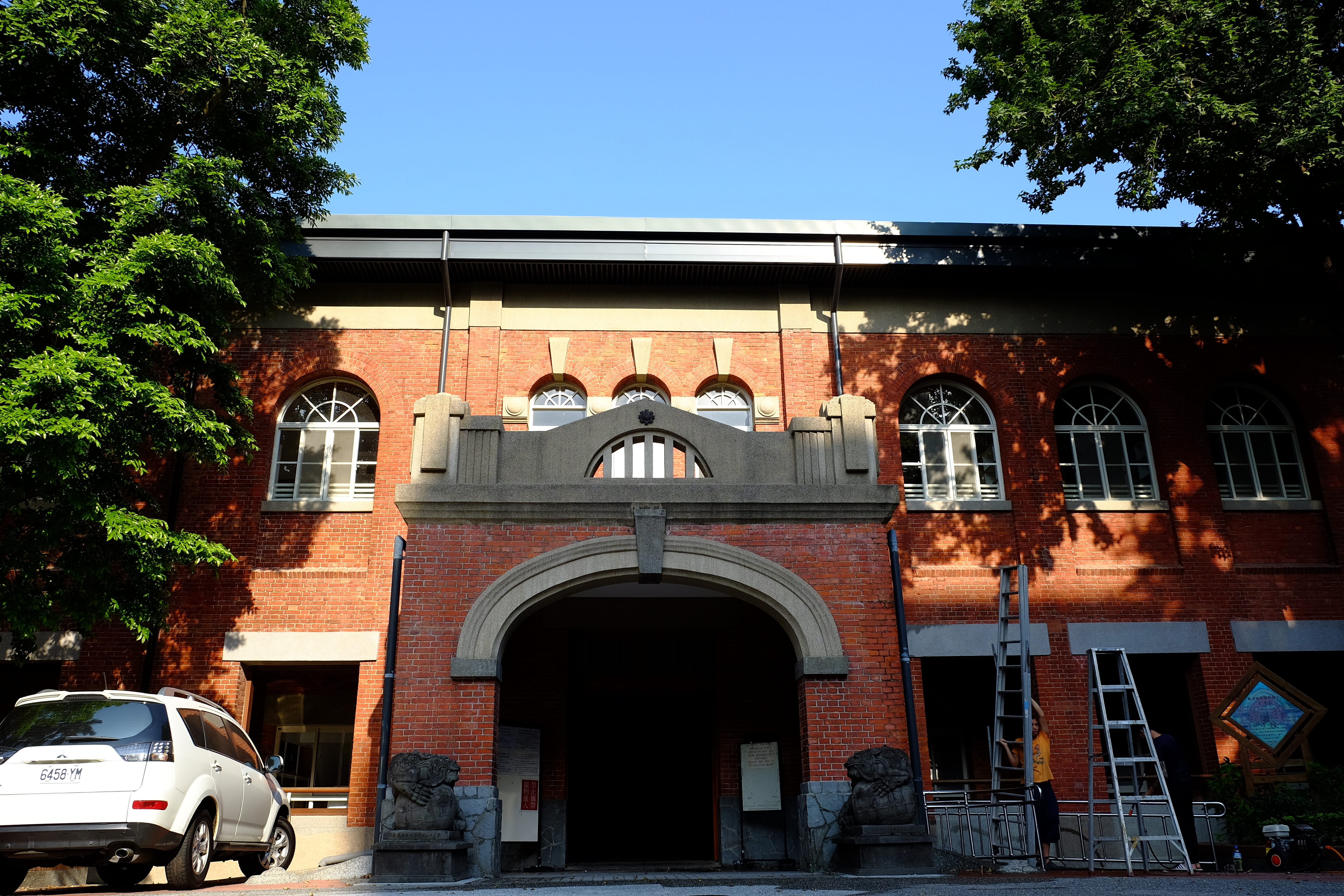
校門
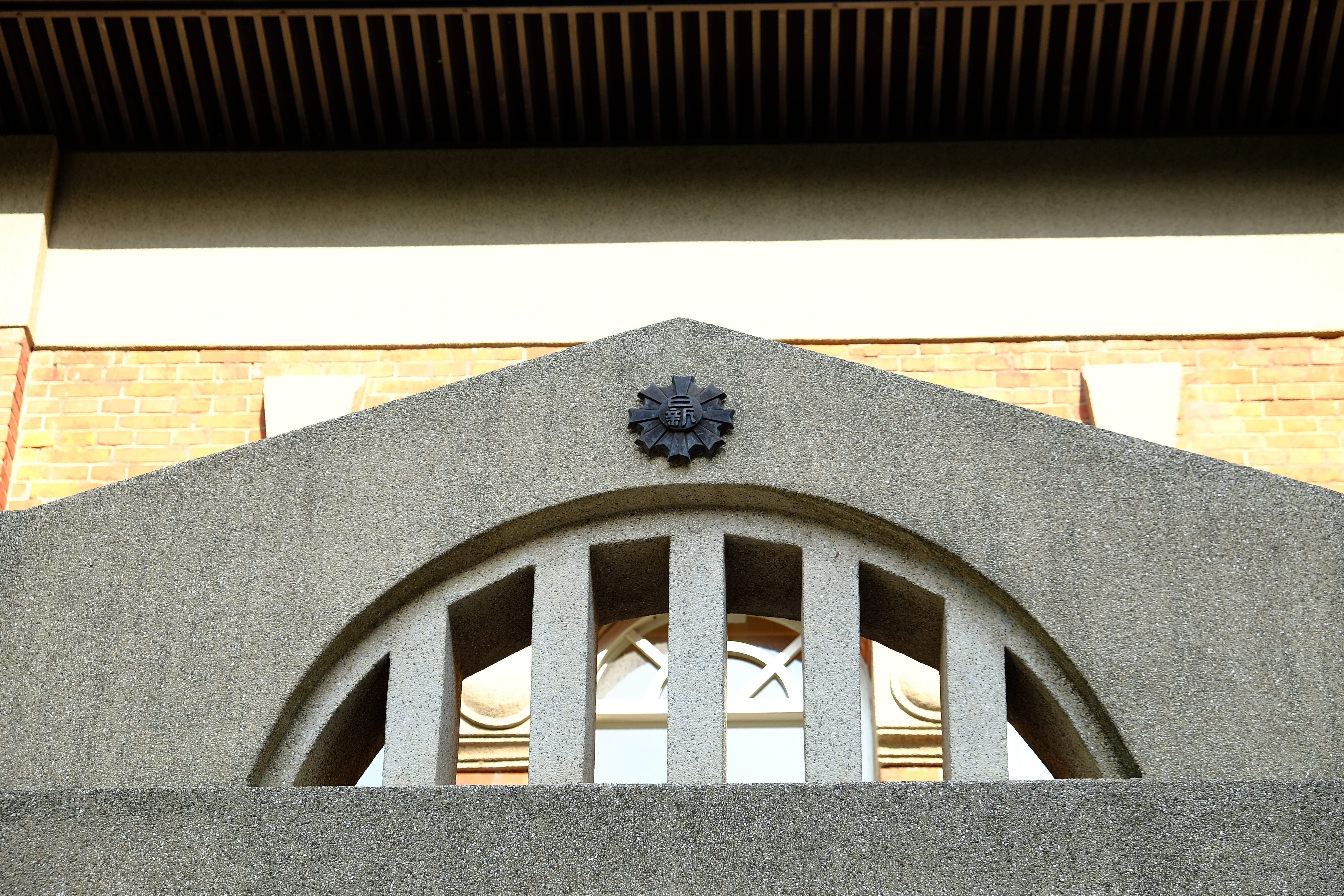
校園標誌
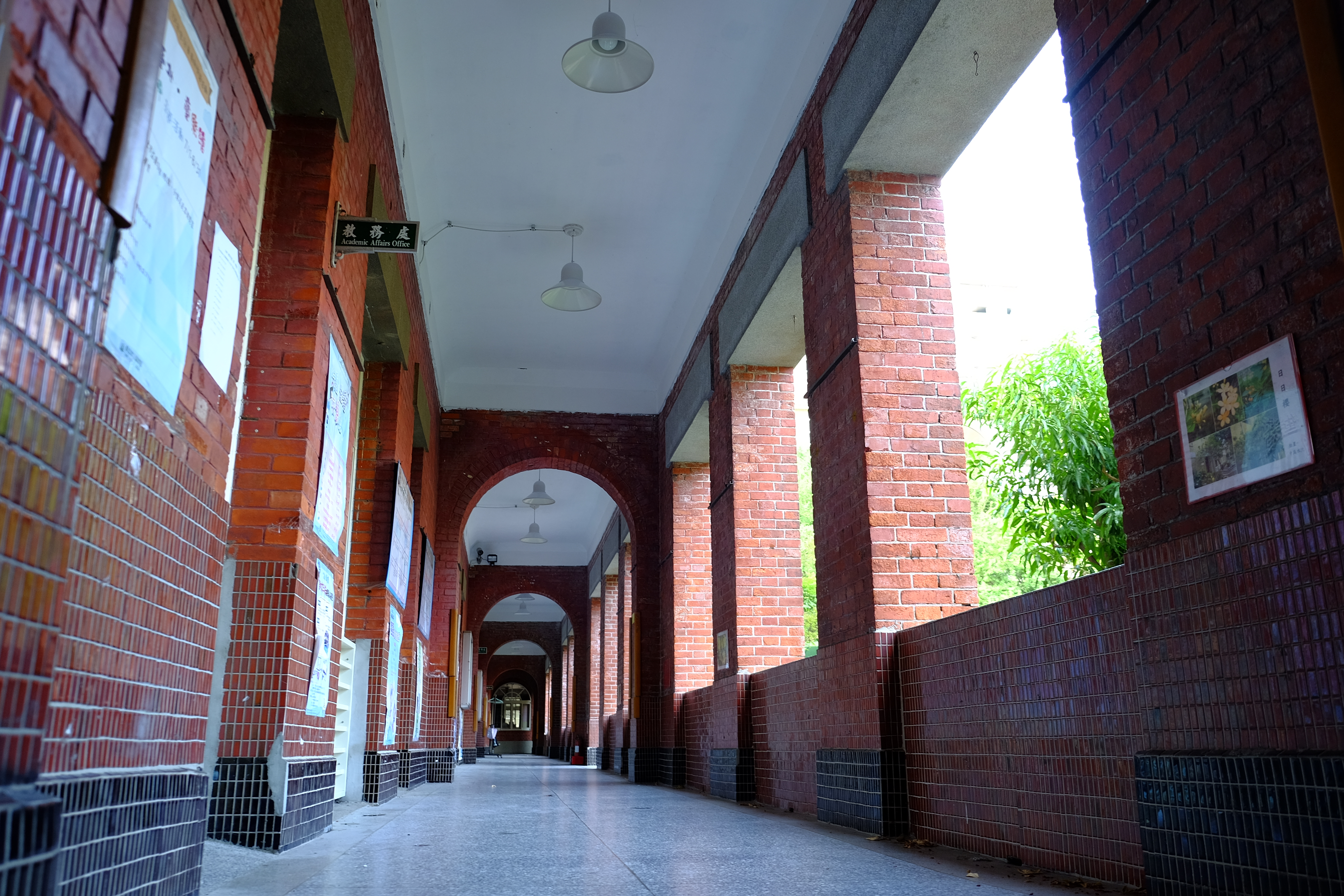
校園走廊
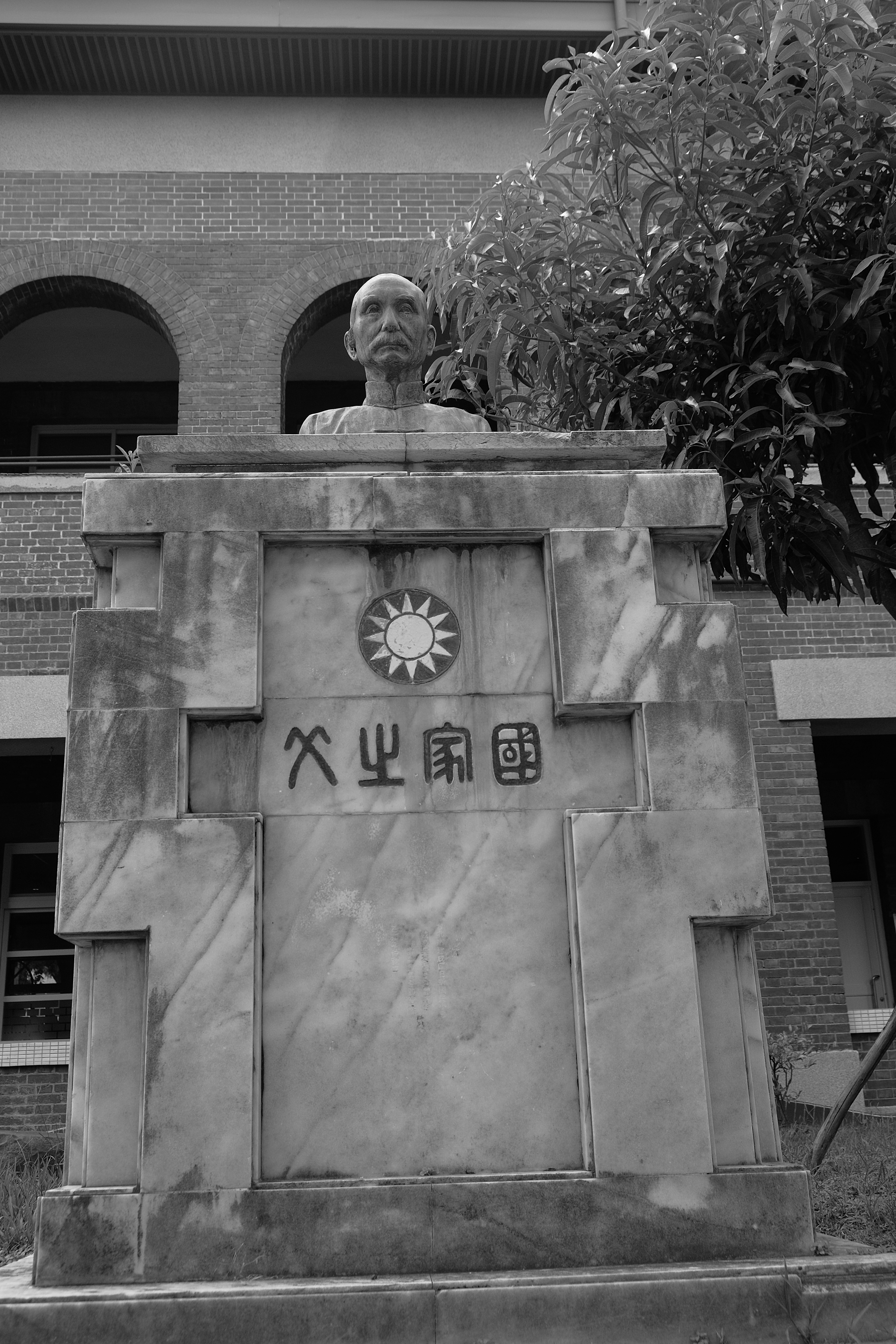
校園銅像正面
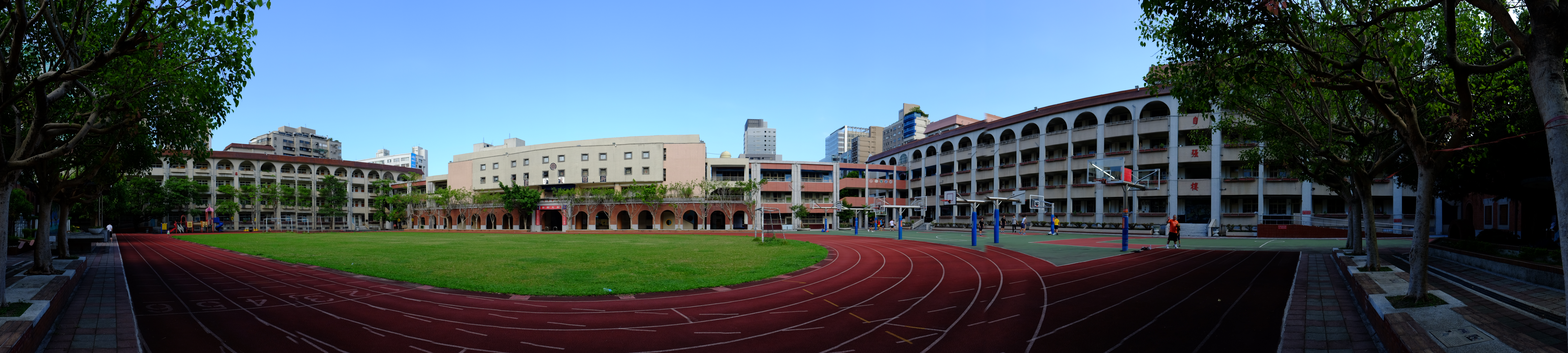
操場
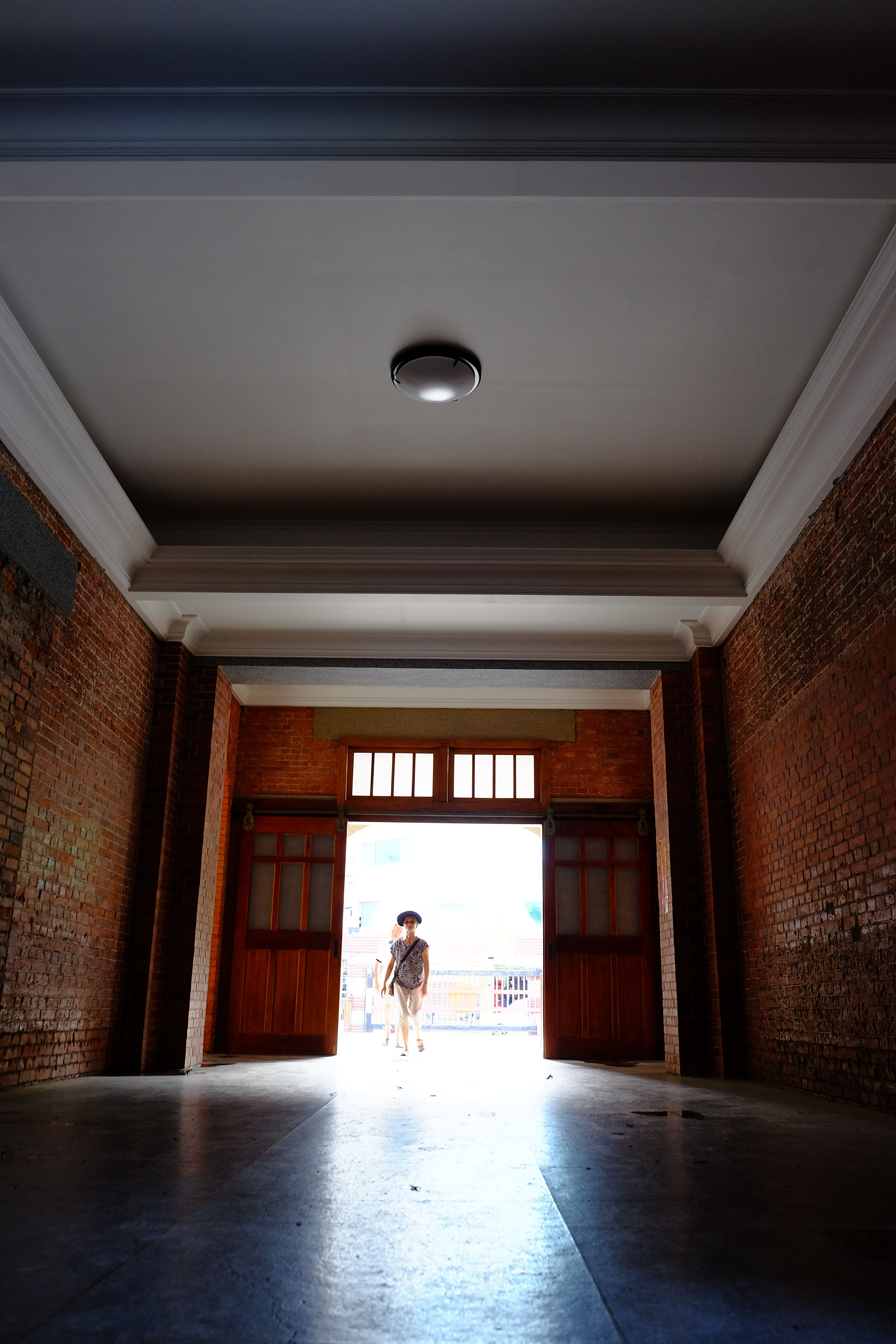
校園內部出入口
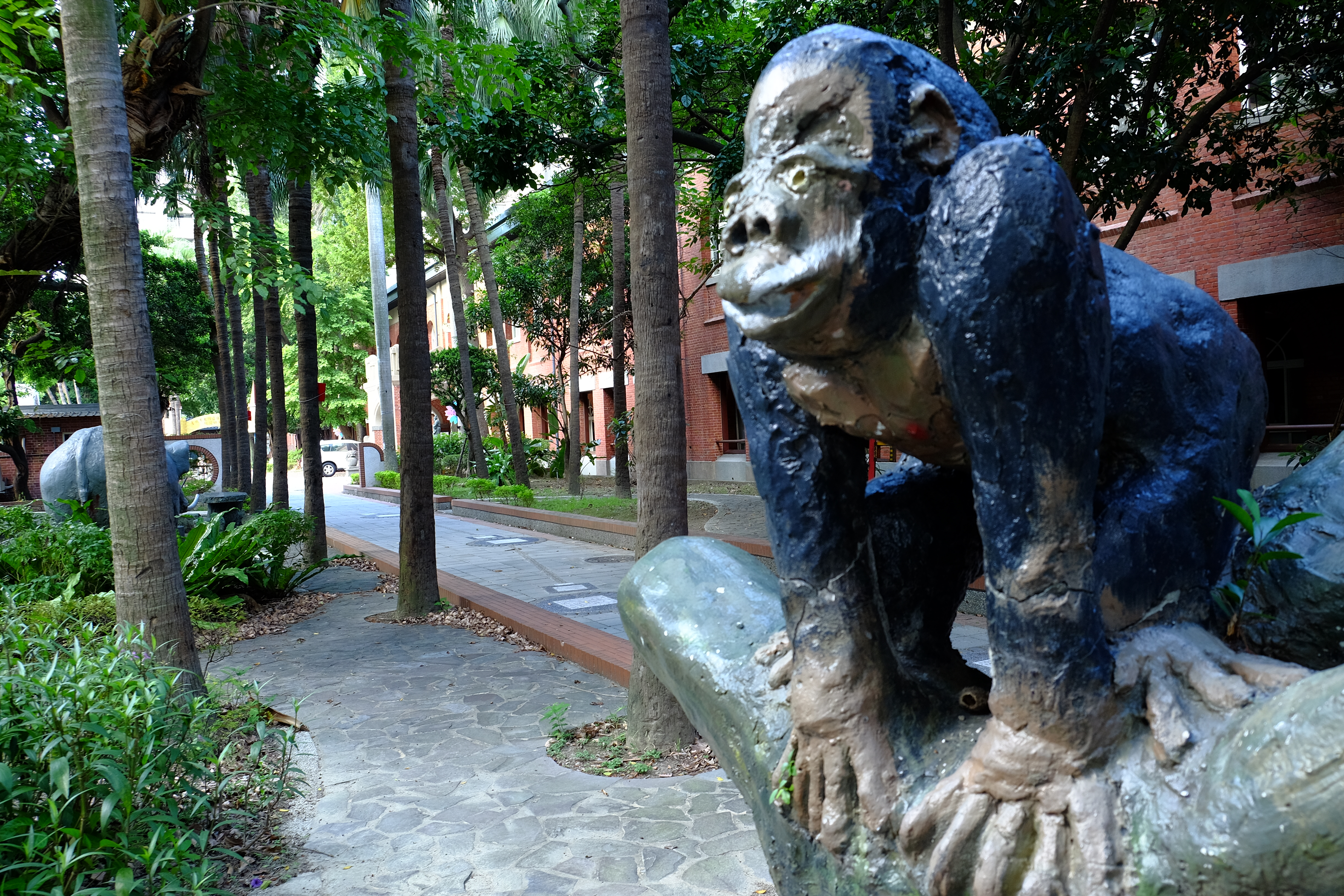
大猩猩雕像
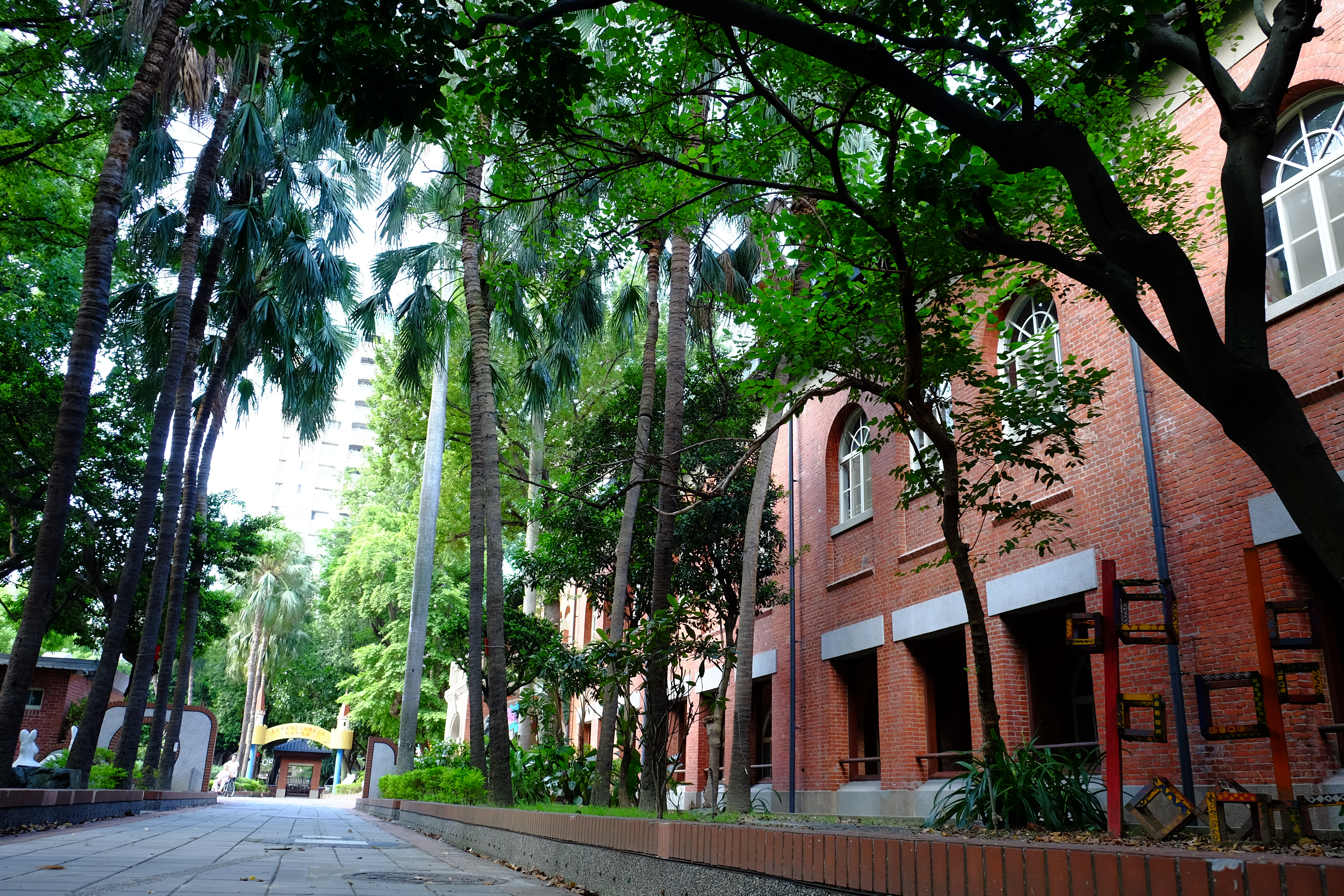
外部走廊
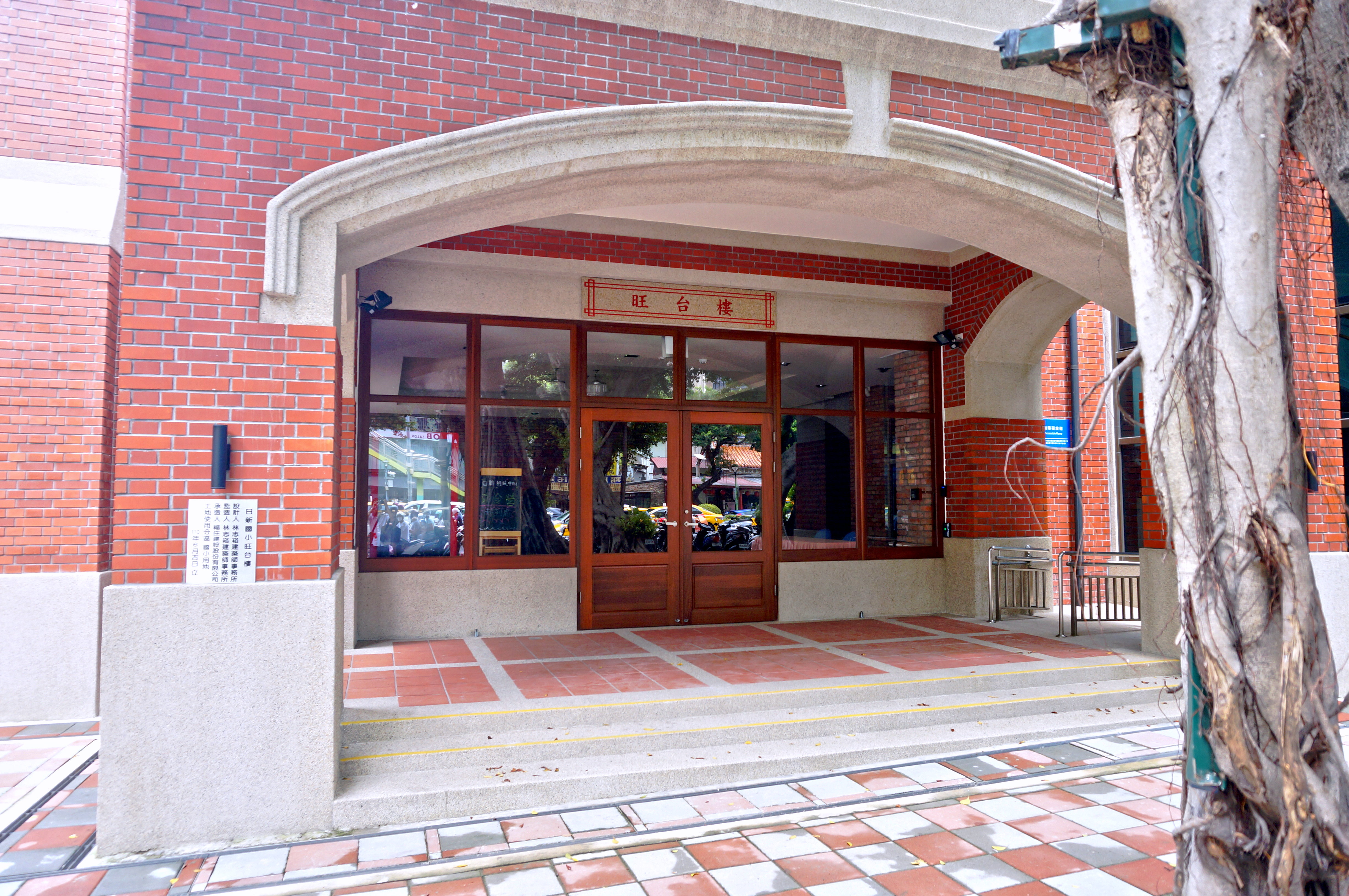
旺台樓大門

## 外部連結
- 胡彥君、陳木金、邱馨儀：《修復百年紅樓再現日新風華》，2013學校建築研究年刊，頁177‐190。 （页面存档备份，存于）